# Rue du Tunnel
La rue du Tunnel est une voie du 19e arrondissement de Paris, en France.

## Situation et accès

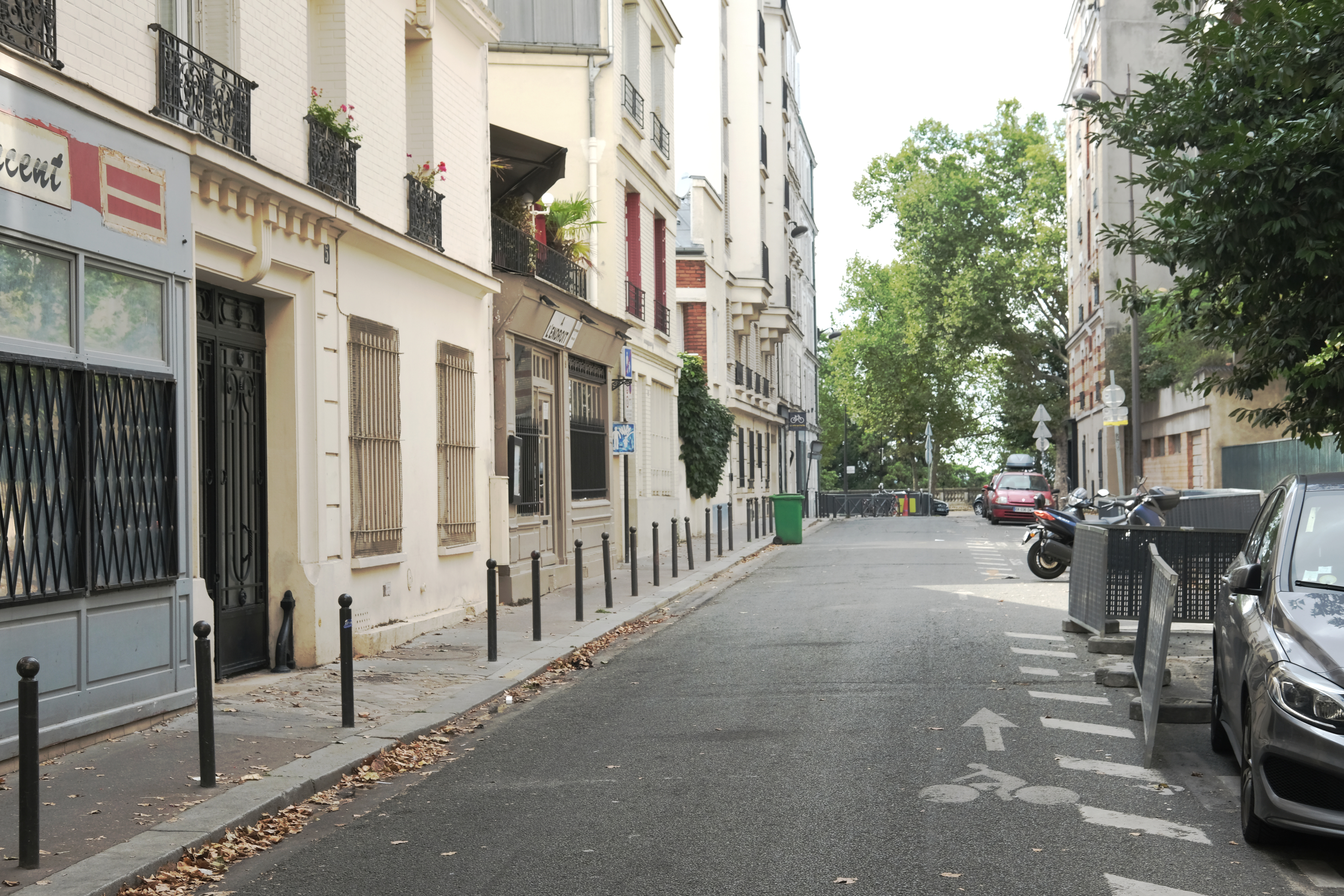
Rue du Tunnel vue en direction du parc des Buttes-Chaumont.

La rue du Tunnel est une voie publique située dans le 19e arrondissement de Paris. Elle débute au 43, rue des Alouettes et se termine au 54, rue Botzaris et 18, rue Hassard, face aux Buttes-Chaumont.

## Origine du nom
Le nom provient de son voisinage d'un tunnel du chemin de fer de la ligne de Petite Ceinture.

## Historique
Cette voie de l'ancienne commune de Belleville, dénommée « rue des Chaumonts » puis « rue du Centre », est classée dans la voirie parisienne par un décret du 23 mai 1863.
Elle prend sa dénomination par un arrêté du 26 février 1867 et reçoit son numérotage par un arrêté du 21 mars 1876.